# Peugeot Flux
O Flux é um protótipo de roadster da Peugeot.